# Philothamnus punctatus
Espèce
Philothamnus punctatus est une espèce de serpents de la famille des Colubridae.

## Répartition
Cette espèce se rencontre au Mozambique, au Malawi, en Tanzanie, au Kenya, en Somalie et en Éthiopie.

## Publication originale
- Peters, 1867 "1866" : Eine vorläufige Übersicht der aus dem Nachlass des Baron Carl von der Decken Stammenden und auf seiner Ostafrikanischen Reise gesammelten Säugethiere und Amphibien. Monatsberichte der Königlichen Preussischen Akademie der Wissenschaften zu Berlin, vol. 1866, p. 884-892 (texte intégral).